# Primal Scream (álbum)
Primal Scream é o segundo álbum de estúdio da banda escocesa Primal Scream, foi lançado em 1989.
Neste álbum, o grupo utilizou uma abordagem mais rock do que o seu álbum de estréia Sonic Flower Groove e não obteve grande sucesso comercial. No entanto, a canção "I'm Losing More Than I'll Ever Have" mais tarde foi totalmente remixada para criar a música "Loaded". Que mais tarde apareceu em seu terceiro e mais célebre álbum, Screamadelica.

## Faixas
1. "Ivy Ivy Ivy" — 3:07
2. "You're Just Dead Skin to Me" — 4:42
3. "She Power" — 3:10
4. "You're Just Too Dark to Care" — 3:09
5. "I'm Losing More Than I'll Ever Have" — 5:11
6. "Gimme Gimme Teenage Head" — 2:30
7. "Lone Star Girl" — 3:14
8. "Kill the King" — 3:30
9. "Sweet Pretty Thing" — 2:20
10. "Jesus Can't Save Me" — 1:45